# 藤井セイラ
藤井 セイラ（ふじい セイラ）は、日本のコラムニスト、フェミニスト、編集者、エッセイスト。

## 来歴
東京大学に入り文学部を卒業。大手出版社に就職したが退職し、コラムニストとして執筆活動に入る。フリーライターや随筆家としても活動し、保育士やファイナンシャルプランナー、 学芸員などの資格を持つ。

## 出演
- ポリタスTV（YouTube）